# Tarja Turunen
Tarja Soile Susanna Turunen Cabuli és una soprano lírico-dramàtica nascuda el 17 d'agost de 1977 a Kitee (Finlàndia), famosa per formar part del grup de symphonic metal Nightwish que fundà amb els seus companys Tuomas Holopainen i Emppu Vuorien en 1996. Durant el 2005, Tarja va ser expulsada de la banda per diferències amb la resta dels seus companys, sent reemplaçada el 2007 per la sueca Anette Olzon.

## Biografia
Tarja va començar a estudiar música a l'edat de 6 anys tocant el piano i a l'edat de 15 anys amb el seu mestre particular. A l'edat de 18 anys va iniciar els seus estudis superiors musicals de cant clàssic a l'Acadèmia Sibelius a la ciutat de Kuopio a Finlàndia, concentrant-se en aquest tipus d'art. Allà va tenir com a company Tuomas Holopainen qui la va convidar a cantar en el projecte que estava elaborant per llavors. Sota el nom de Nightwish van presentar una maqueta a la companyia finesa Spinefarm i van gravar el primer disc titulat Angels Fall First, el qual va produir un impacte inusitat en l'escena metalera mundial. Aquest impacte es magnificaria amb l'edició del segon àlbum, Oceanborn, el 1998, establint Nightwish com un dels grups més importants de la moguda del Power Metal amb cantant femenina junt amb The Gathering i Theatre of Tragedy, i una influència decisiva en reeixides bandes posteriors com Epica i Xandria. Durant el mateix temps, Tarja va formar part del cor del Savonlinna Opera Festival, interpretant temes de Richard Wagner i Giuseppe Verdi.
Gràcies a l'impacte causat, Tarja es va convertir a la cara del grup i va aparèixer a les portades de les revistes metaleres més prestigioses de Noruega, Alemanya, Espanya, el Brasil, França, Suècia, Bèlgica, Finlàndia i Argentina, entre altres: Scream Magazine, Revista Epopeya i Roadie Crew. Va ser especialment a Finlàndia on el seu estatus d'estrella no va parar de créixer. Va romandre amb Nightwish nou anys, però paral·lelament va continuar amb els seus estudis de cant i va tenir oportunitat de realitzar algunes activitats en aquest terreny específic cantant òpera, música erudita i com a solista d'alguns cors. A saber, a finals de 1999, va participar com a cantant solista en una producció de ballet modern del Finnish National Opera House, titulat "The Evankeliumi"; a partir de 2001 va integrar els concerts denominats "Nit Escandinava" a teatres de Xile i Argentina al costat d'Ingvild Storhaug, Izumi Kawakatzu i Marjut Paavilainen; també van ser sonats els concerts amb cançons de Nadal que per a aquestes dates ha ofert a les principals ciutats d'Europa amb repertori de Sibelius, Bach i Mozart els últims anys. Entre les participacions relatives al rock i al metall, es van destacar la del projecte Beto Vázquez Infinity, àlbum debut del baixista argentí Beto Vázquez, l'ex-Nepal, que va obtenir gran repercussió internacional, la del single del cantant i guitarrista alemany Martin Kesici titulat "Leaving You For Me", i la del disc del seu germà Timo Turunen.
A començaments del 2000 Nightwish participa en la classificació finlandesa del Festival d'Eurovisió, obtenint el segon lloc amb el tema "Sleepwalker" i un important suport del públic.
Juntament a Nightwish, seguiria treballant en l'elaboració del disc Wishmaster (2000). Gràcies a aquest disc, Nightwish es va tornar a col·locar amb gran èxit en el mercat discogràfic, iniciant gires per Europa, Amèrica Llatina, Estats Units i el Canadà.
Al 22 d'octubre de 2005 va deixar Nightwish i va començar la seva carrera en solitari.